# Божбов, Анатолий Сергеевич
Анатолий Сергеевич Божбов (30 июня 1927 — 4 марта 2004) — передовик советской строительной отрасли, бригадир проходчиков тоннельного отряда №3 Ленметростроя Министерства транспортного строительства СССР, город Ленинград, Герой Социалистического Труда (1971).

## Биография

Могила Божбова на Волковском православном кладбище Санкт-Петербурга.

Анатолий Божбов родился 30 июня 1927 года в Ростове-на-Дону в рабочей семье. 
Завершив обучение в начальной школе, стал обучаться в школе рабочей молодежи, работал слесарем в местной мастерской. С 1942 по 1948 годы, в том числе в тяжёлые годы Великой Отечественной войны, трудился на авиационном заводе в городе Ленинграде. В 1945 году был представлен к наградам медалями «За оборону Ленинграда» и «За доблестный труд в Великой Отечественной войне 1941-1945 гг.». 
В 1949 году, оставшись в Ленинграде, пришел на работу на Кировский завод, а затем – в Ленметрострой, где и проработал 43 года. Четыре года работал начальником участка строительно-монтажного управления № 17, двенадцать — начальником участка, сменным инженером и горным мастером строительно-монтажного управления № 13 «Ленметростроя». 
В течение 27 лет Божбов работал в 3-м тоннельном отряде, был в его составе проходчиком, бригадиром проходчиков, начальником смены. На своей работе демонстрировал высокую работоспособность, совершая скоростные проходки. При его активнейшем участии были построены станции Ленинградского метрополитена «Кировский завод», «Площадь Ленина», «Чернышевская», «Парк Победы», «Московская», «Электросила», «Московские ворота», «Елизаровская», «Пролетарская», «Обухово», «Садовая», «Академическая».
Указом Президиума Верховного Совета СССР от 7 мая 1971 года за выдающиеся успехи, достигнутые в выполнении заданий пятилетнего плана по транспортному строительству, Анатолию Сергеевичу Божбову было присвоено звание Героя Социалистического Труда с вручением ордена Ленина и медали «Серп и Молот». 
Продолжал работать в строительстве. С 1975 по 1976 годы трудился начальником шахты, а с 1976 по 1992 годах работал на должности начальника участка тоннельного отряда № 3 Ленметростроя. В 1992 году вышел на заслуженный отдых.
Проживал в Санкт-Петербурге. Умер 4 марта 2004 года, похоронен на Волковском православном кладбище Санкт-Петербурга.

## Награды
- 1945г. Медаль «За оборону Ленинграда»
- 1945г. Медаль «За доблестный труд в Великой Отечественной войне 1941-1945 гг.»
- 1955г. орден «Трудового Красного Знамени»
- 1957г. «Знак Почёта»[2]
- 1971г. Указом Президиума Верховного Совета СССР в 1971 году Анатолий Божбов был удостоен высокого звания Героя Социалистического Труда с вручением ордена Ленина и медали «Серп и Молот»[2].